# Alice Maison
Pour les articles homonymes, voir Maison (homonymie).
Alice Maison, est une actrice américaine du cinéma muet, née le 20 février 1900 à Détroit (Michigan) et morte le 9 février 1976 à Los Angeles (Californie).

## Filmographie
Sauf indication contraire, les informations mentionnées dans cette section peuvent être confirmées par la base de données cinématographiques IMDb,  présente dans la section « Liens externes ».

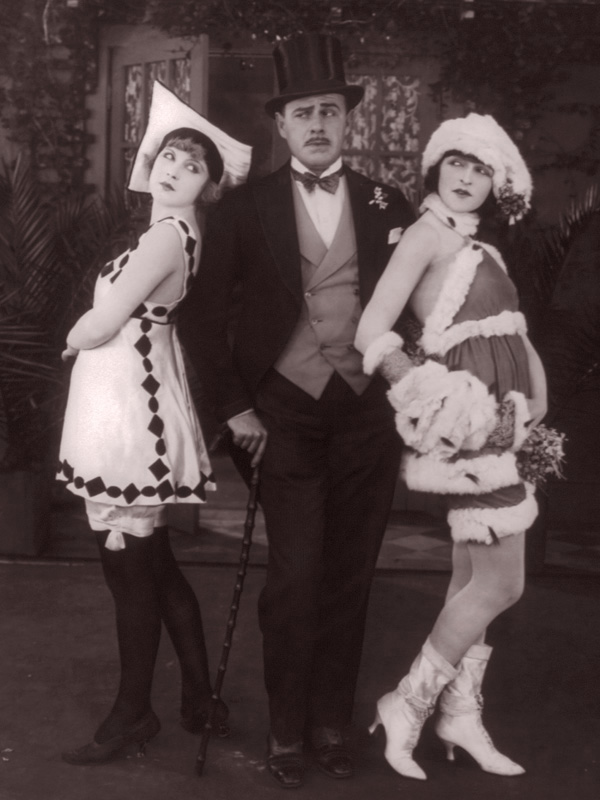
Maison (à droite) avec Ford Sterling et Marvel Rea
Photo publicitaire (1919).

- 1917 : Hula Hula Land de William Campbell : Hula Girl (non créditée)
- 1917 : His Precious Life de Herman C. Raymaker
- 1917 : Two Crooks (réalisateur indéterminé)
- 1917 : Her Nature Dance de William Campbell : fille qui danse (non créditée)
- 1917 : The Pawnbroker's Heart d'Eddie Cline
- 1918 : His Smothered Love d'Edward F. Cline et Hampton Del Ruth : une passagère
- 1918 : Saucy Madeline de F. Richard Jones : spectatrice au théâtre (non créditée)
- 1918 : Friend Husband de Walter Wright : rôle indéterminé
- 1918 : Those Athletic Girls d'Edward F. Cline et Hampton Del Ruth : fille à l'internat (non créditée)
- 1918 : It Pays to Exercise de Hampton Del Ruth et F. Richard Jones : la petite-amie / la manucure
- 1918 : Philomène fille de salle (The Kitchen Lady) d'Edward F. Cline : la pensionnaire vedette
- 1919 : Salome vs. Shenandoah de Ray Grey, Ray Hunt	et Erle Kenton : rôle mineur (non créditée)
- 1919 : When Love Is Blind d'Edward F. Cline : rôle mineur (non créditée)
- 1919 : Why Beaches Are Popular de F. Richard Jones : une fille qui se baigne
- 1919 : Miss Adventure de Lynn F. Reynolds : Shirley Rockwell
- 1922 : Any Old Port de W. Scott Darling : la rivale de la mariée
- 1922 : Toréador, en garde ! ( 'Tis the Bull) de Harold Beaudine et Bobby Vernon : rôle indéterminé
- 1922 : Oh, Promise Me de Scott Sidney : Babette
- 1922 : Hokus Pokus de Harold Beaudine : rôle indéterminé
- 1922 : A Rambling Romeo de Scott Sidney : la fiancée de l'ami
- 1922 : One Stormy Knight de Harold Beaudine : rôle indéterminé
- 1923 : La Gueuse (Lawful Larceny) d'Allan Dwan : une danseuse